# NGC 5776
NGC 5776 ist eine 14,1 mag helle elliptische Galaxie vom Hubble-Typ E im Sternbild Jungfrau und etwa 365 Millionen Lichtjahre von der Milchstraße entfernt.
Sie wurde am 27. April 1862 von Heinrich Louis d’Arrest entdeckt.